# Craypion d'Or
 (décembre 2014).
Les Craypion d'Or sont une cérémonie qui récompense les pires sites web ou les sites les plus « décalés » de l'internet.
La remise de prix 2013 a eu lieu le 19 décembre 2013 à la Maison de la Radio à Paris.

## Histoire
Le blogueur Henry Michel est à l'origine des Craypion d'Or.
Le site officiel, créé en 2010, se nommait « lescraypiondor.com ».

### Origine du nom
Le nom du site est tiré de son créateur fictif, Jean-René Craypion. Son vrai créateur, Henry Michel, est aidé par Alexandre Hervaud et Romain Buthigieg.

## Cérémonies, palmarès et «lauréables»
Les internautes soumettent les lauréats avant un vote en ligne.
- En 2010, Le site web de Maisey-le-Duc[5],[6].

- En 2012, la municipalité de Beuzeville dans l'Eure[7].

- En 2013, la photo de magrets aux endives.

- L'artiste en ligne Georgine Brion avec son clip Pau Pau Paulette[8].